# سیارک ۵۴۰۴
سیارک ۵۴۰۴ (به انگلیسی: 5404 Uemura، نامگذاری:1991EE1) پنج هزار و چهارصد و چهارمین سیارک کشف شده‌است که در ۱۵ مارس ۱۹۹۱ کشف شد.
قدر مطلق سیارک برابر ۱۲٫۵۰ است.